# The Undisputed Era
 (avril 2021).
La mise en forme du texte ne suit pas les recommandations de Wikipédia : il faut le « wikifier ».
Les points d'amélioration suivants sont les cas les plus fréquents. Le détail des points à revoir est peut-être précisé sur la page de discussion.
- Les titres sont pré-formatés par le logiciel. Ils ne sont ni en capitales, ni en gras.
- Le texte ne doit pas être écrit en capitales (les noms de famille non plus), ni en gras, ni en italique, ni en « petit »…
- Le gras n'est utilisé que pour surligner le titre de l'article dans l'introduction, une seule fois.
- L'italique est rarement utilisé : mots en langue étrangère, titres d'œuvres, noms de bateaux, etc.
- Les citations ne sont pas en italique mais en corps de texte normal. Elles sont entourées par des guillemets français : « et ».
- Les listes à puces sont à éviter, des paragraphes rédigés étant largement préférés. Les tableaux sont à réserver à la présentation de données structurées (résultats, etc.).
- Les appels de note de bas de page (petits chiffres en exposant, introduits par l'outil «  Source ») sont à placer entre la fin de phrase et le point final[comme ça].
- Les liens internes (vers d'autres articles de Wikipédia) sont à choisir avec parcimonie. Créez des liens vers des articles approfondissant le sujet. Les termes génériques sans rapport avec le sujet sont à éviter, ainsi que les répétitions de liens vers un même terme.
- Les liens externes sont à placer uniquement dans une section « Liens externes », à la fin de l'article. Ces liens sont à choisir avec parcimonie suivant les règles définies. Si un lien sert de source à l'article, son insertion dans le texte est à faire par les notes de bas de page.
- La présentation des références doit suivre les conventions bibliographiques. Il est recommandé d'utiliser les modèles {{Ouvrage}}, {{Chapitre}}, {{Article}}, {{Lien web}} et/ou {{Bibliographie}}. Le mode d'édition visuel peut mettre en forme automatiquement les références.
- Insérer une infobox (cadre d'informations à droite) n'est pas obligatoire pour parachever la mise en page.

Pour une aide détaillée, merci de consulter Aide:Wikification.
Si vous pensez que ces points ont été résolus, vous pouvez retirer ce bandeau et améliorer la mise en forme d'un autre article.
Palmarès
3 fois NXT Tag Team Champion - Adam Cole, Bobby Fish, Kyle O'Reilly et Roderick Strong 
2 fois NXT North American Champion - Adam Cole, Roderick Strong 
Vainqueurs du Dusty Rhodes Tag Team Classic 2018 
1 fois Champion de la NXT - Adam Cole
The Undisputed Era est un clan de catcheurs composé de Adam Cole, Bobby Fish et Kyle O'Reilly travaillant à la All Elite Wrestling. Le clan travaillait précédemment à la World Wrestling Entertainment dans le roster d'NXT, où ils étaient connus sous le nom d'Undisputed Era.
Le clan se forma le 19 août 2017 lors de NXT TakeOver: Brooklyn III. Adam Cole faisait ses débuts en attaquant le champion de la NXT Drew McIntyre en compagnie de Bobby Fish & Kyle O'Reilly  Le 7 avril 2018 lors de NXT TakeOver: New Orleans, Roderick Strong rejoint le groupe en permettant à Cole et O'Reilly de remporter le Dusty Rhodes Tag Team Classic (2018) et de conserver les titres par équipe de la NXT.  
Kyle O'Reilly & Roderick Strong détiennent le record (avec The Revival) du nombre de règnes en tant que champions par équipe de la NXT avec 2 règnes ensemble, O'Reilly détient le record en solo avec 3 règnes tandis qu'Adam Cole fut le premier champion nord-américain de la NXT.
L'Undisputed Era a remporté les titres par équipe de la NXT à trois reprises, le championnat nord-américain de la NXT à deux reprises ainsi que le championnat de la NXT. Ils ont également remporté le tournoi Dusty Rhodes Tag Team Classic en 2018. L'Undisputed Era est le clan le plus dominant de l'histoire de NXT. Le clan se sépara officiellement le 24 mars 2021 à la suite d'une trahison d'Adam Cole sur ses partenaires, ce qui mènera à une rivalité entre ce dernier et Kyle O'Reilly qui se conclura le 8 avril 2021 lors de NXT Takeover : Stand & Deliver où O'Reilly battra Cole au cours d'un Unsanctionned match.

## Histoire

### World Wrestling Entertainment (2017-...)

#### Formation du clan (2017)
Le 12 juillet 2017, lors d'un épisode de NXT, Bobby Fish fait ses débuts en affrontant Aleister Black, match qu'il perd. Le 2 août, c'est au tour de Kyle O'Reilly de faire ses débuts lors d'un épisode de NXT où lui aussi perd face à Aleister Black.
Le 19 août à NXT TakeOver: Brooklyn III, Fish et O'Reilly font leurs débuts en équipe en attaquant les nouveaux champions par équipe SAnitY et leurs adversaires The Authors of Pain après leur match. Plus tard dans la soirée, ils viennent faire face au nouveau NXT Champion, Drew McIntyre et s'allient à Adam Cole qui faisait sa première apparition à NXT. Ensemble, ils attaquent Drew McIntyre.
Le mois suivant, le trio composé de Cole, Fish, O'Reilly se fait officiellement appeler "The Undisputed Era".

#### NXT Tag Team Champions et blessure de Fish (2017-2018)
Lors de NXT TakeOver: WarGames, Cole, Fish et O'Reilly battent SAnitY et The Authors of Pain & Roderick Strong dans un WarGames Match, le premier du genre depuis vingt ans.
Lors de l'épisode de NXT du 20 décembre (enregistré le 29 novembre), Bobby Fish et Kyle O'Reilly battent SAnitY et remportent les ceintures par équipe de la NXT. Ce sont leurs premiers titres remportés à la WWE.
Le 10 janvier 2018, Fish et O'Reilly devaient défendre leurs titres contre SAnitY, mais ils les ont attaqués dans les coulisses, les rendant incapables de combattre. Plus tard dans la soirée, ils sont contraints de défendre leurs titres face Aleister Black et Roderick Strong par le Général Manager William Regal. Ils réussissent à conserver leurs ceinture après qu'Adam Cole eut distrait Aleister Black.
Lors de NXT TakeOver: Philadelphia, Fish & O'Reilly conservent leurs titres contre The Authors of Pain. Plus tard, Adam Cole perd contre Aleister Black au cours d'un Extreme Rules match.
Le 4 mars, lors d'un House Show de la NXT, Fish subit une déchirure des ligaments croisés antérieurs et une déchirure du ménisque au genou gauche, ce qui l'oblige à se faire opérer et à être à l'écart des rings pendant des mois.

#### NXT North American et Tag Team Champions (2018-2019)

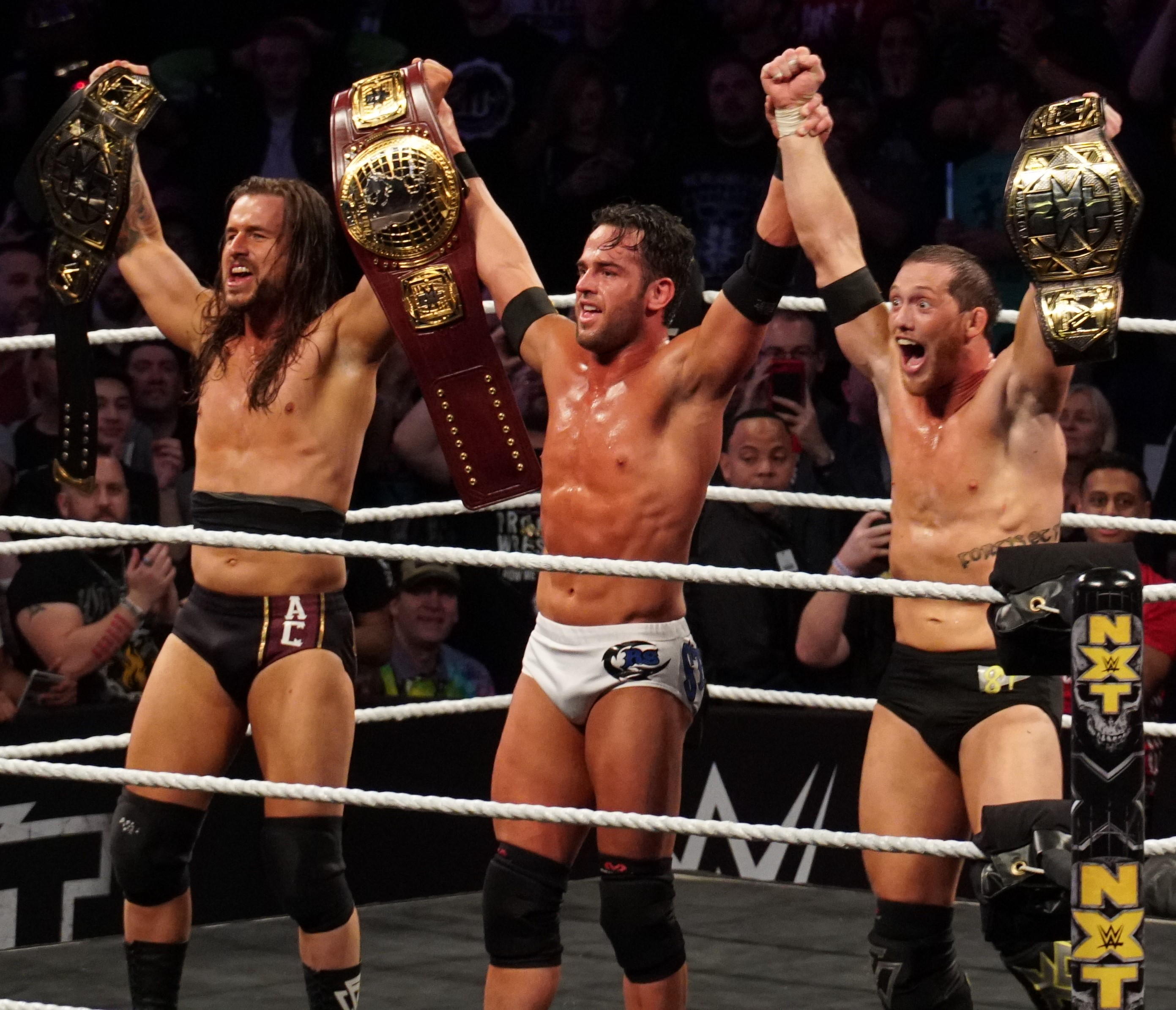
Roderick Strong rejoint The Undisputed Era lors de NXT TakOver: New Orleans.

Lors de NXT TakOver: New Orleans, Adam Cole devient le tout premier NXT North American Champion en remportant un Ladder match face à Lars Sullivan, Velveteen Dream, EC3, Killian Dain et Ricochet. Plus tard dans la soirée, O'Reilly et Cole, qui remplace Fish blessé, défendent avec succès les NXT Tag Team Championships contre les Authors of Pain et le duo composé de Pete Dunne et Roderick Strong. Le point culminant de ce match intervient quand Roderick Strong s'est retourné contre Pete Dunne, ce qui a permis à O'Reilly de faire le tombé sur Dunne pour la victoire. Après ça, Strong rejoint The Undisputed Era et effectue donc un Heel Turn. La semaine suivante, la WWE reconnaît Fish, O'Reilly et Strong comme champions, leur règne unique reste donc ininterrompu malgré l'ajout de Strong grâce à la règle Freebird (qui permet à trois hommes de défendre des titres par équipe).
Après avoir développé une rivalité avec le British Strong Style (Pete Dunne, Trent Seven et Tyler Bate), les deux clans se sont affrontés le 18 juin 2018 pour le premier jour du WWE United Kingdom Championship Tournament, où l'Undisputed Era fut vaincue. Le 19 juin 2018 pour le deuxième jour de l'événement, Kyle O'Reilly et Roderick Strong ont perdu les NXT Tag Team Championships au profit de Trent Seven et Tyler Bate.
Strong et O'Reilly récupèrent les ceintures deux jours plus tard lors de l'épisode de NXT du 11 juillet 2018 (enregistré le 28 juin 2018). Ils deviennent seulement la deuxième équipe à avoir plusieurs règnes dans l'histoire des NXT Tag Team Championships après The Revival.
Lors de NXT TakeOver: Brooklyn 4, O'Reilly et Strong battent Moustache Mountain et conservent les NXT Tag Team Championship, après le match ils se font attaquer par les War Raiders. Plus tard Adam Cole perd le NXT North American Championship contre Ricochet.
Le 29 août à NXT, Roderick Strong et Adam Cole battent le United Kingdom Champion Pete Dunne et le NXT North American Champion Ricochet. Après le match, ils attaquent Dunne et Ricochet en portant un Backbreaker suivi d'un Last Shot sur Ricochet mais ils fuiront lorsque les War Raiders viendront défendre leurs adversaires.
Le 24 octobre à NXT, Cole perd contre EC3. Après le match, Cole et les autres membres de l'Undisputed Era attaquent EC3. Le 31 octobre à NXT, Pete Dunne vient en aide aux War Raiders & Ricochet contre l'Undisputed Era. William Regal annonce alors que Ricochet, Dunne et les War Raiders affronteront l'Undisputed Era au cours d'un War Games match à NXT TakeOver : WarGames II.
Lors de NXT TakeOver: WarGames II, le clan perd contre les War Raiders, Pete Dunne et Ricochet au cours d'un WarGames match.
Le 12 décembre à NXT, Fish perd contre EC3. Après le match, les membres de l'Undisputed Era attaquent EC3 mais ce dernier fut secouru par Heavy Machinery.. Plus tard, il est annoncé que Strong & O'Reilly défendront leurs NXT Tag Team Championships dans deux semaines contre Heavy Machinery. Le 26 décembre à NXT, Strong & O'Reilly battent Heavy Machinery et conservent leurs titres.
Le 9 janvier 2019 à NXT, Cole bat EC3 grâce aux distractions de la part des autres membres de l'Undisputed Era. Après le match, les quatre membres du groupe attaquent EC3 mais ils seront repoussés par les War Raiders. Un match est ensuite officialisé entre l'Undisputed Era et les War Raiders pour les titres par équipe de la NXT à Takeover : Phoenix.
Le 23 janvier 2019 à NXT, Fish & Adam Cole ont une altercation avec The Velveteen Dream. Plus tard dans la soirée, Fish perd contre Velveteen. Lors de NXT Takeover: Phoenix, Strong & OReilly perdent leurs titres contre War Raiders.
Le 6 mars à NXT, O'Reilly & Fish ne passent pas le premier tour du Dusty Rhodes Tag Team Classic en se faisant éliminer par #DIY. Le 20 mars à NXT, Cole bat Matt Riddle, The Velveteen Dream, Ricochet et Aleister Black au cours d'un fatal-5 way match et obtient une opportunité pour le NXT Championship vacant. Lors de NXT TakeOver: New York, Cole perd un 2-out-of 3 Falls match contre Johnny Gargano et ne remporte pas le vacant NXT Championship.

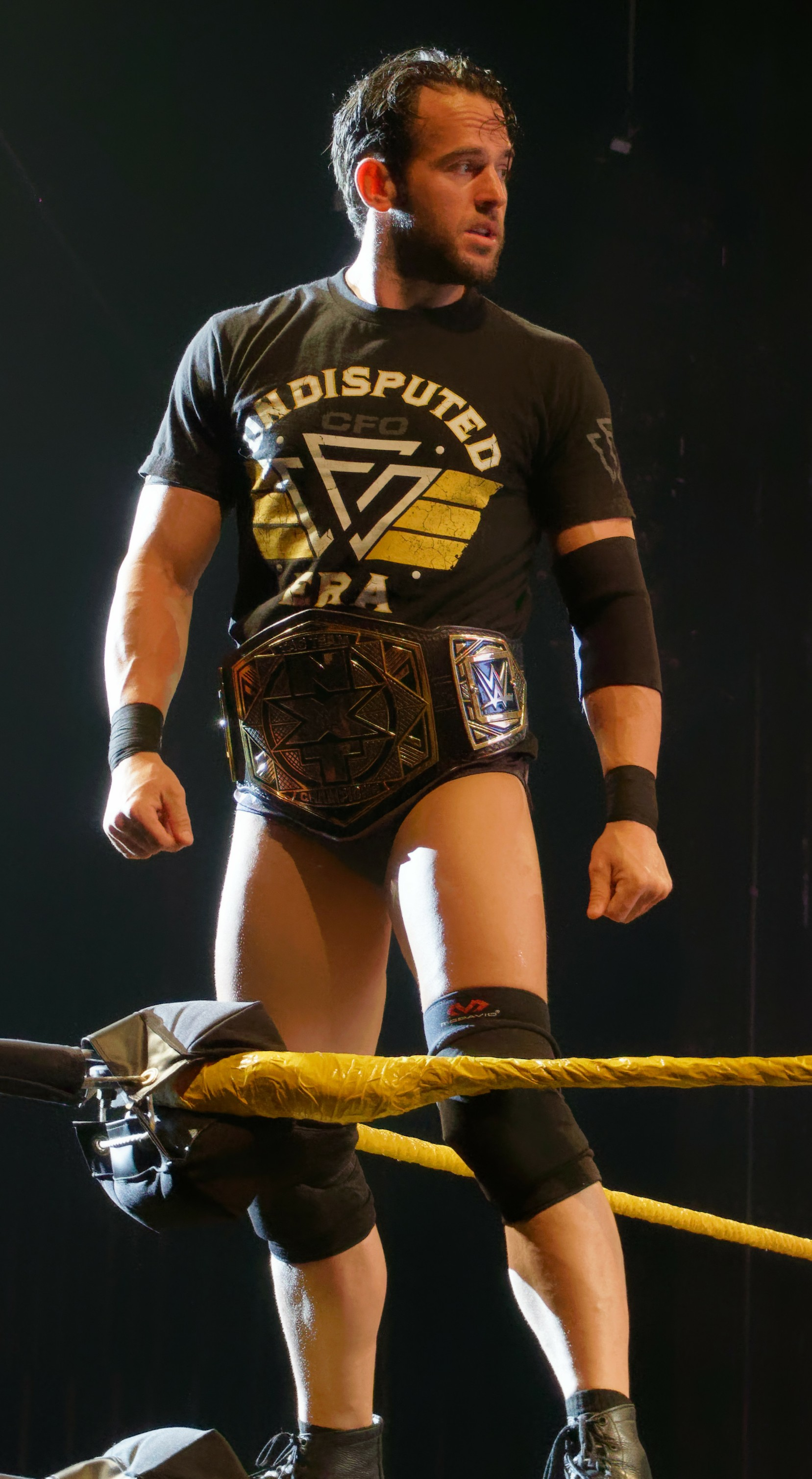
Roderick Strong en tant que NXT Tag Team Champion.

Le 8 mai à NXT, Cole perd contre Matt Riddle. Après le match, Cole se dispute avec Roderick Strong, ils sont séparés par leurs équipiers Fish et O'Reilly.

#### Capture du tous les championnats de NXT (2019-2020)
Lors de NXT TakeOver: XXV, Roderick Strong perd contre Matt Riddle, O'Reilly et Fish perdent un 4-Way Tag Team ladder match au profit de The Street Profits et ne remportent pas les titres par équipe de la NXT et Adam Cole bat Johnny Gargano et remporte le NXT Championship, devenant le deuxième NXT Triple Crown Champion.
Le 19 juin à NXT, Matt Riddle, Tyler Breeze et The Velveteen Dream interrompent The Undisputed Era,ce qui mène à un match par équipe à six au cours duquel Riddle, Breeze et Velveteen perdent contre Bobby Fish, Adam Cole et Roderick Strong.
Le 28 août à NXT, Kyle O'Reilly et Bobby Fish battent The Street Profits et récupèrent les NXT Tag Team Championship.
Lors du premier épisode de NXT en live à la télévision le 18 septembre, Roderick Strong bat The Velveteen Dream et remporte le NXT North American Championship. The Undisputed Era devient donc la première équipe de l'histoire de NXT à détenir tous les titres masculins de NXT en même temps..
Le 22 janvier à NXT, Roderick Strong perd le championnat nord-américain de la NXT contre Keith Lee et O'Reilly et Fish perdent lors de la demi-finale du Dusty Rhodes Tag Team Classic contre The Grizzled Young Veterans. Le 25 janvier lors de Worlds Collide, l'Undisputed Era perd contre Imperium (Walter, Marcel Barthel, Alexander Wolfe et Fabian Aichner).
Lors de NXT TakeOver: Portland, Kyle O'Reilly et Bobby Fish perdent les NXT Tag Team Championships contre Matt Riddle et Pete Dunne. Le 4 mars à NXT, Kyle O'Reilly et Bobby Fish battent Oney Lorcan et Danny Burch. Plus tard dans la soirée, Roderick Strong bat The Velveteen Dream dans un Steel Cage Match grâce à l'intervention des autres membres. Après le match, Kyle O'Reilly, Bobby Fish et Adam Cole se font attaquer par The Velveteen Dream qui célébrera avec le NXT Championship.
Lors de NXT Takeover : In your House, Cole conserve son titre en battant le Velveteen Dream. Le 11 mars à NXT, Bobby Fish et Kyle O'Reilly perdent contre Matt Riddle et Pete Dunne et ne récupèrent pas les NXT Tag Team Championships. Le 8 juillet lors de NXT The Great American Bash, Cole perd le championnat de la NXT au profit de Keith Lee.
Le 29 juillet à NXT, Strong perd contre Johnny Gargano. Après une série de défaites de plusieurs semaines pour les membres de l'UE, les quatre membres attaquent les champions par équipe de la NXT : Fabian AIchner & Marcel Barthel. Un match de championnat est alors annoncé entre les champions par équipe et Fish & O'Reilly pour la semaine suivante. La semaine suivante à NXT; Fish et O'Reilly furent battus par IMPERIUM alors que Adam Cole avait une altercation avec Pat McAfee. 
Le 12 août à NXT, l'UE attaque Drake Maverick et Killian Dain et défie Pat McAfee d'apparaître à NXT la semaine suivante. Lors de NXT Takeover XXX, Cole bat McAfee. Le 8 septembre lors de NXT Super Tuesday II, Cole perd contre Finn Bálor et ne remporte pas le titre de la NXT. Strong quant à lui bat Killian Dain avant de l'attaquer avec Bobby Fish, les deux hommes prendront la fuite à la suite de l'arrivée de Drake Maverick venu aider Dain.

#### Face Turn et rivalité avec le clan de Pat McAfee (2020-2021)
Le 23 septembre à NXT, Roderick Strong gagne avec Danny Burch contre Fabian Aichner et Raul Mendoza. Plus tard dans la soirée, Kyle O'Reilly gagne une bataille royale et devient l'aspirant numéro un au NXT Championship pour NXT TakeOver: 31.  Lors de NXT TakeOver: 31, O'Reilly perd contre Finn Bálor et ne remporte pas le Championnat de la NXT. Après le match, Adam Cole est jeté aux abords du ring par Ridge Holland. À la suite de cela, le groupe effectue progressivement un face turn.
Le 21 octobre à NXT, Bobby Fish et Roderick Strong se font attaquer par un homme mystérieux les empêchant de combattre pour les titres par équipes de la NXT. Il sera révélé la semaine suivante que c'était Pat McAfee qui les avaient attaqués pour permettre à Oney Lorcan & Danny Burch de prendre leur place dans le match de championnat par équipe. O'Reilly tentera d'attaquer les trois hommes mais il se fera tabasser par ces derniers à la suite d'une trahison de la part de Pete Dunne.
Le 18 novembre à NXT, l'UE attaque le clan McAfee, il sera alors annoncé que les deux clans s'affronteront lors d'un Wargames match lors de NXT Takeover Wargames. La semaine suivante à NXT, O'Reilly perd contre Pete Dunne lors d'un ladder match déterminant quel clan aura l'avantage à Wargames à la suite de l'intervention d'un homme masqué (McAfee). Lors de Wargames, l'Undisputed Era bat la Team McAfee lors d'un Wargame match.

#### Séparation et Rivalité entre Adam Cole et Kyle O'Reilly (2021)
Lors de NXT TakeOver: Vengeance Day, Finn Bálor bat Pete Dunne et conserve son NXT Championship. Après le match, Roderick Strong, Kyle O'Reilly et Adam Cole sauvent ce dernier d’une attaque de Pete Dunne, Oney Lorcan et Danny Burch. Après ceci, Adam Cole porte un Superkick sur Finn Balor et un autre sur Kyle O’Reilly et effectue un Heel Turn. Le 17 février à NXT, Adam Cole confirme son Heel Turn en attaquant Kyle O'Reilly puis Finn Bálor. Le 24 février à NXT, Roderick Strong confronte Adam Cole puis sauve ce dernier d'une attaque de Finn Bálor. Après ceci, Cole et Strong se font une accolade en guise de réconciliation avant que Adam Cole ne trahisse ce dernier en lui portant un Low-Blow, puis lui retire le médaillon du clan et lui porte un Superkick, confirmant le départ de Cole du clan. Le 10 mars à NXT, Adam Cole perd contre Finn Bálor et ne remporte pas le NXT Championship. Après le match, Kyle O'Reilly attaque Adam Cole avant d'être arrêté par la sécurité. Le 24 mars en coulisse de NXT, O'Reilly déclare à Roderick Strong qu'il n'y a plus d'Undisputed Era, mettant ainsi un terme au clan.
Le 8 avril à NXT TakeOver: Stand & Deliver, Kyle O'Reilly bat Adam Cole au cours d'un Unsanctioned Match.

### All Elite Wrestling (2021-...)
Neuf mois après leur séparation, Cole, maintenant réuni avec le clan The Elite, a été rejoint par Fish à la AEW lors Dynamite du 10 novembre. Après des semaines à taquiner une réunion, Cole et Fish ont affronté et perdu contre Jurassic Express le 19 novembre à Rampage. Le 22 décembre à Dynamite, O'Reilly fait ses débuts en aidant Cole à vaincre Orange Cassidy.
Le 30 mars 2022, le groupe adopte le nom The Undisputed Elite.
Dans l'épisode de Dynamite du 9 avril 2025, Cole, Strong et O'Reilly quittent the Undisputed Kingdom et réforment The Undisputed Era avec comme nouveau nom The Paragon,.

## Membres du clan
| Identité           | Arrivée                   | Départ                  | Notes |
| ------------------ | ------------------------- | ----------------------- | --- |
| Adam Cole (leader) | 19 août 2017 9 avril 2025 | 24 février 2021 présent | Champion de la NXT (1) Champion nord-américain de la NXT (1) Champion par équipe de la NXT (1) Dusty Rhodes Tag Team Classic (2018) |
| Bobby Fish         | 19 août 2017              | 24 mars 2021            | Champion par équipe de la NXT (2)                                                                                                   |
| Kyle O'Reilly      | 19 août 2017 9 avril 2025 | 24 mars 2021 présent    | Champion par équipe de la NXT (3) Dusty Rhodes Tag Team Classic (2018)                                                              |
| Roderick Strong    | 7 avril 2018 9 avril 2025 | 24 mars 2021 présent    | Champion par équipe de la NXT (2) Champion Nord-Américain de la NXT (1)                                                             |

## Palmarès
- World Wrestling Entertainment
  - 1 fois Champion de la NXT - Adam Cole
  - 2 fois Champion Nord-Américain de la NXT - Adam Cole (1), Roderick Strong (1)
  - 3 fois Champions par équipe de la NXT - Fish, O'Reilly, Strong & Cole (1) Strong et O'Reilly (1) Fish & O'Reilly (2)
  - Dusty Rhodes Tag Team Classic (2018) - Cole et O'Reilly
  - NXT Year-End Award (10 fois)
    - Catcheur de l'année (2019, 2020) - Cole
    - Overall Competitor of the Year (2019) - Cole
    - Match de l'année (2019) Two out of three falls match vs. Johnny Gargano à NXT TakeOver: New York - Cole
    - Match de l'année (2020) vs Finn Bálor à NXT Takeover : 31 - O'Reilly
    - Rivalité de l'année (2019) vs. Johnny Gargano - Cole
    - Rivalité de l'année (2020) vs Pat McAfee - Cole
    - Équipe de l'année (2018) – O'Reilly et Strong
    - Équipe de l'année (2019) – Fish et O'Reilly
    - Équipe de l'année (2020) - Fish, Cole, Strong & O'Reilly